# Sinh viên
Sinh viên chủ yếu là những người đăng ký tham gia các lớp học trong khóa học trình độ cao đẳng hoặc đại học để đạt được mức độ thành thạo môn học theo hướng dẫn của người hướng dẫn và dành thời gian bên ngoài lớp để thực hiện bất kỳ hoạt động nào mà giảng viên chỉ định là cần thiết cho việc chuẩn bị lớp học hoặc để gửi bằng chứng về sự tiến bộ đối với sự thành thạo đó. Theo nghĩa rộng hơn, sinh viên là bất kỳ ai đăng ký chính mình để được tham gia các khóa học trí tuệ chuyên sâu với một số chủ đề cần thiết để làm chủ nó như là một phần của một số vấn đề ngoài thực tế trong đó việc làm chủ các kiến thức như vậy đóng vai trò cơ bản hoặc quyết định.

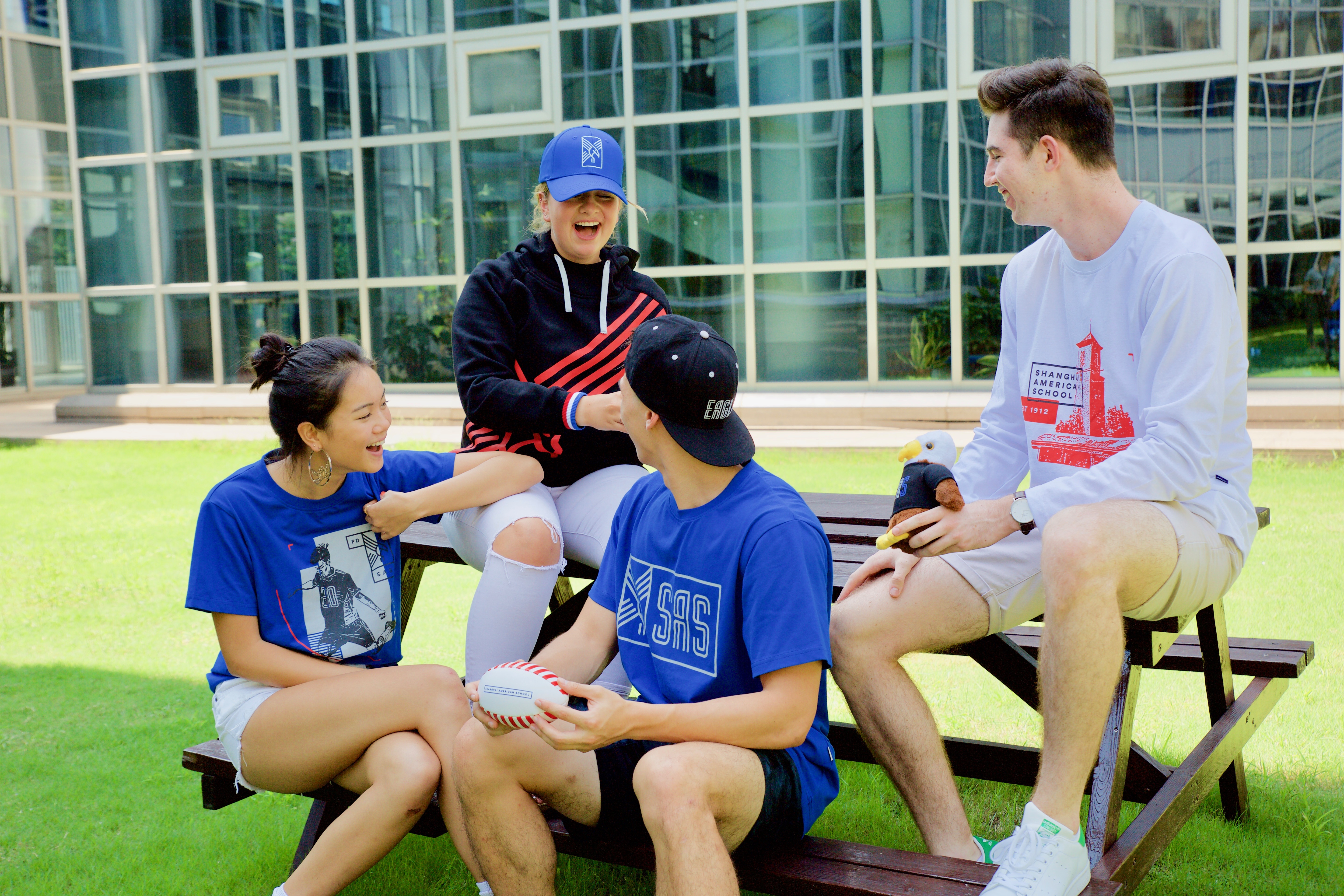
Các sinh viên có quốc tịch khác nhau tại một trường quốc tế ở Thượng Hải, Trung Quốc, 2017. Trường không có đồng phục học sinh.